# الشرائع العلیا
الشرائع العلیا (به عربی: الشرائع العلیا) یک منطقهٔ مسکونی در عربستان سعودی است که در استان مکه واقع شده‌است.